# Hagaparkens urnor

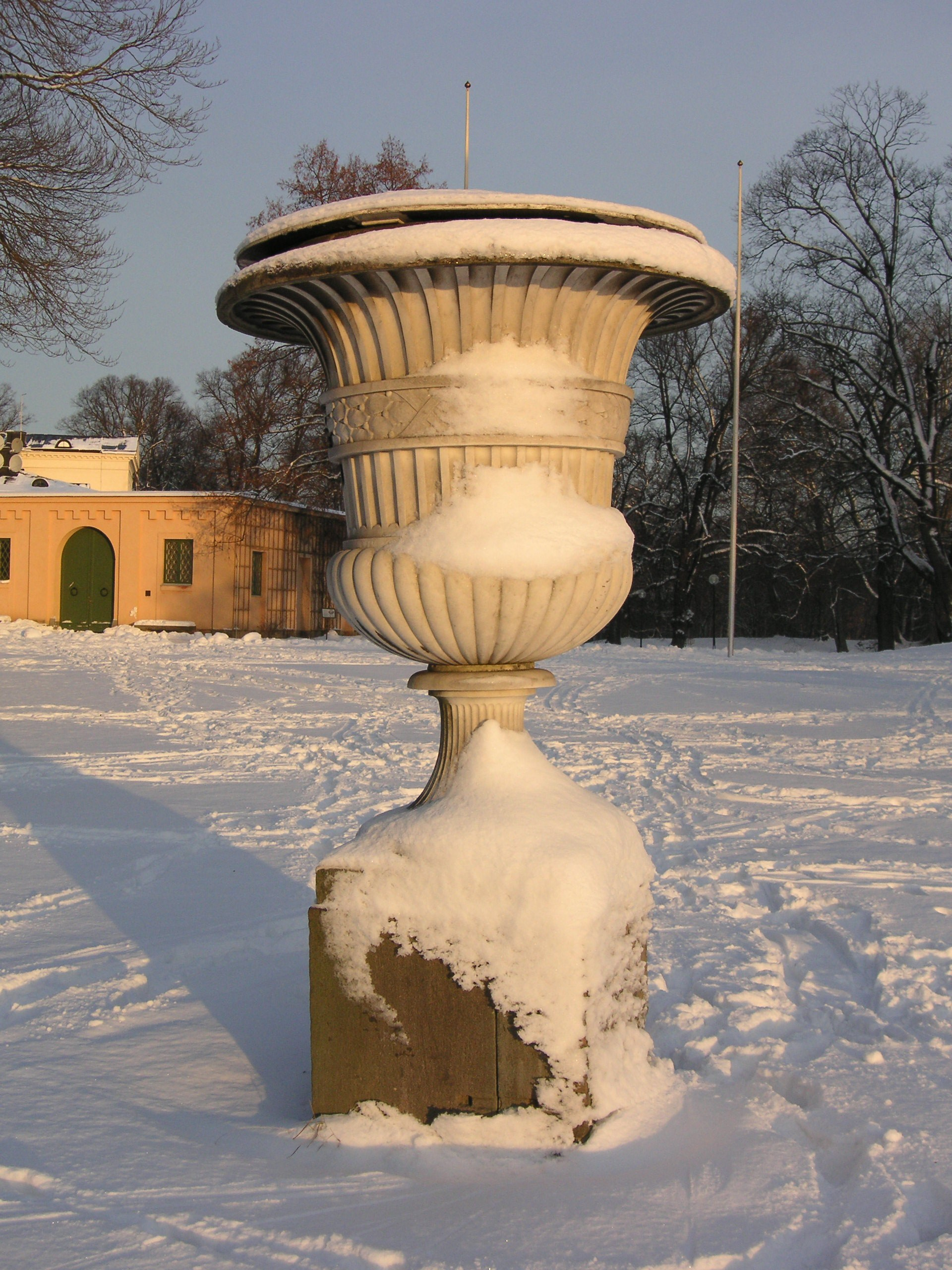
En av Hagaparkens båda urnor

Hagaparkens urnor (även Gustav III:s urnor) var fyra urnor av marmor som Gustav III köpte på sin Italienresa 1783–1784 och importerade för utplacering i Hagaparken i Solna. Höjden på varje urna är 1,70 meter (exklusive granitsockeln) och den största diametern är cirka 0,75 meter.

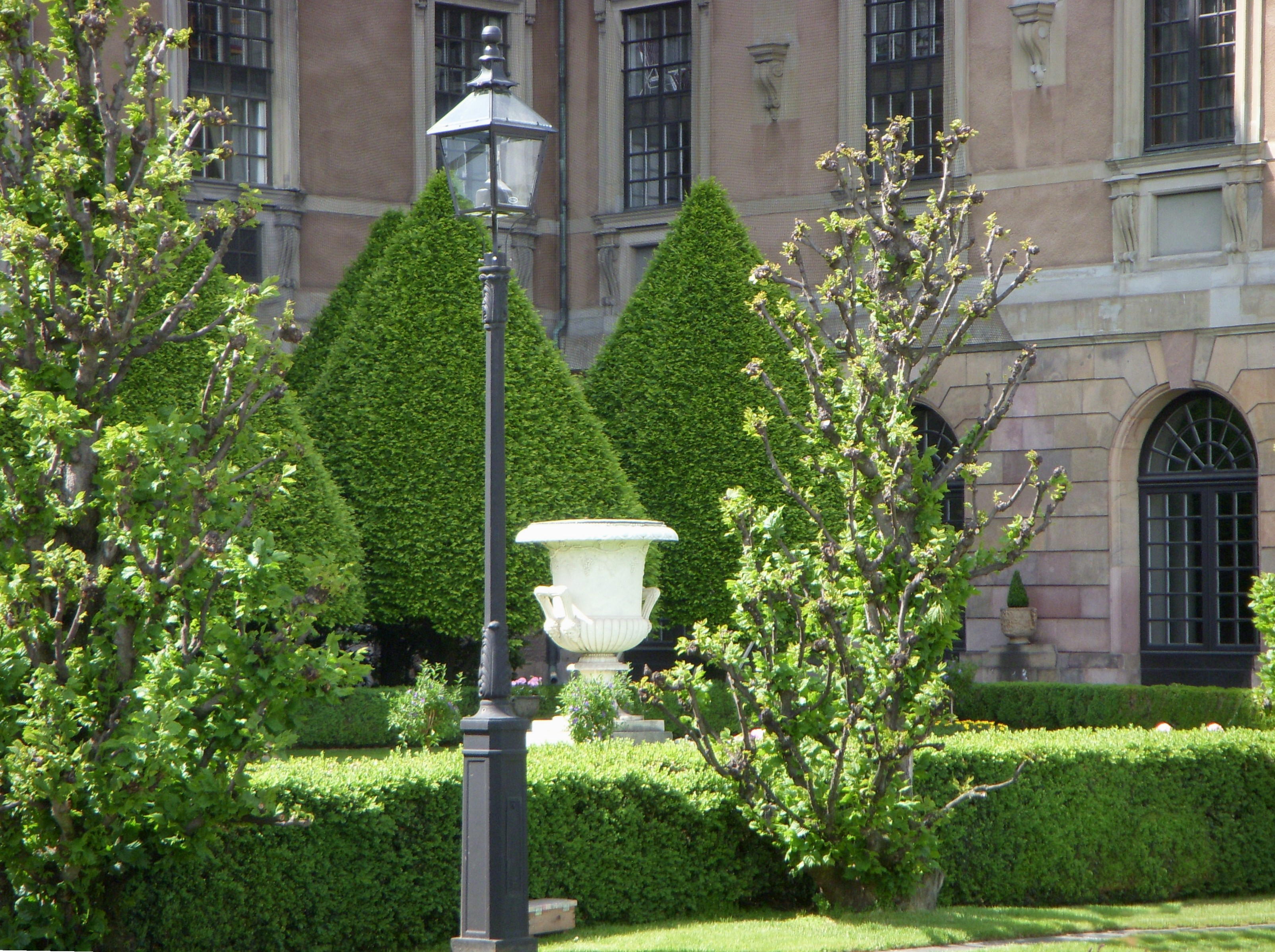
Logården och en av urnorna

När urnorna packades upp hade många nyfikna samlats. Ryktet om de stora marmorkrukorna hade spritt sig och stor uppståndelse rådde när den dyrbara lasten anlände till Stockholm från Italien. I början stod urnorna i var sitt hörn runt en liten pelouse i parkens sydvästra del, som numera kallas Vasaslätten. Där är de inritade på Pipers generalplan för Haga lustpark från 1781.
Två av urnorna flyttades senare till Hagaparkens nordöstra del. Den ena placerades ut i mittaxeln av Gustav III:s paviljong mot öst mellan paviljongen och Amor och Psyketemplet, medan den andra urnan fick sin plats framför Haga slott. De båda övriga urnorna står på Logården vid Stockholms slott.